# له ورنت
له ورنت (به فرانسوی: Le Vernet) یک کمون (فرانسه) در فرانسه است که در canton of Lapalisse واقع شده‌است. له ورنت ۱۰٫۰۷ کیلومتر مربع مساحت دارد ۳۲۰ متر بالاتر از سطح دریا واقع شده‌است.